# Csorna
Csorna é uma cidade da Hungria, situada no condado de Győr-Moson-Sopron. Tem 91,95 km² de área e sua população em 2019 foi estimada em 10.228 habitantes.